# Friedrich Koncilia
Friedrich Koncilia (Klagenfurt, 1948. február 25. –) válogatott osztrák labdarúgó, kapus, edző.

## Pályafutása

### Klubcsapatban
A Wacker Innsbruck csapatával négy-négy bajnoki címet és osztrák kupa győzelmet ért. 1975-ben és 1976-ban a közép-európai kupát is megnyerte az együttessel. Az Austria Wien labdarúgójaként négy bajnok címet és két osztrák kupa győzelmet szerzett.

### A válogatottban
1970 és 1985 között 84 alkalommal szerepelt az osztrák válogatottban. Tagja volt az 1978-as argentínai és az 1982-es spanyolországi világbajnokságon részt vevő csapatnak.

### Edzőként
1997–98-ban a japán Gamba Oszaka, 1999 tavaszán az Austria Wien vezetőedzője volt.

## Sikerei, díjai
Wacker Innsbruck
- Osztrák bajnokság
  - bajnok (4): 1971–72, 1972–73, 1974–75, 1976–77
- Osztrák kupa
  - győztes (4): 1973, 1975, 1978, 1979
- Közép-európai kupa
  - győztes (2): 1975, 1976

 Austria Wien
- Osztrák bajnokság
  - bajnok (4): 1979–80, 1980–81, 1983–84, 1984–85
- Osztrák kupa
  - győztes (2): 1980, 1982